# Toshimasa Furuta
| Odkryte planetoidy: 82  | Odkryte planetoidy: 82 |
| ----------------------- | ---------------------- |
| (2478) Tokai            | 4 maja 1981            |
| (2908) Shimoyama        | 18 listopada 1981      |
| (3814) Hoshi-no-mura    | 4 maja 1981            |
| (4265) Kani             | 8 października 1989    |
| (4351) Nobuhisa         | 28 października 1989   |
| (4353) Onizaki          | 25 listopada 1989      |
| (4541) Mizuno           | 1 stycznia 1989        |
| (4614) Masamura         | 21 sierpnia 1990       |
| (4717) Kaneko           | 20 listopada 1989      |
| (4799) Hirasawa         | 8 października 1989    |
| (4835) Asaeus           | 29 stycznia 1989       |
| (4903) Ichikawa         | 20 października 1989   |
| (4904) Makio            | 21 listopada 1989      |
| (4951) Iwamoto          | 21 stycznia 1990       |
| (5236) Yoko             | 10 października 1990   |
| (5287) Heishu           | 20 listopada 1989      |
| (5288) Nankichi         | 3 grudnia 1989         |
| (5295) Masayo           | 5 lutego 1991          |
| (5333) Kanaya           | 18 października 1990   |
| (5334) Mishima          | 8 lutego 1991          |
| (5399) Awa              | 29 stycznia 1989       |
| (5581) Mitsuko          | 10 lutego 1989         |
| (5743) Kato             | 19 października 1990   |
| (5775) Inuyama          | 29 września 1989       |
| (5777) Hanaki           | 3 grudnia 1989         |
| (5908) Aichi            | 20 października 1989   |
| (5909) Nagoya           | 23 października 1989   |
| (6228) Yonezawa         | 17 stycznia 1982       |
| (6251) Setsuko          | 25 lutego 1992         |
| (6383) Tokushima        | 12 grudnia 1988        |
| (6392) Takashimizuno    | 29 kwietnia 1990       |
| (6419) Susono           | 7 grudnia 1993         |
| (6554) Takatsuguyoshida | 28 października 1989   |
| (6661) Ikemura          | 17 stycznia 1993       |
| (6792) Akiyamatakashi   | 30 listopada 1991      |
| (6902) Hideoasada       | 26 października 1989   |
| (6961) Ashitaka         | 26 maja 1989           |
| (7237) Vickyhamilton    | 3 listopada 1988       |
| (7238) Kobori           | 27 lipca 1989          |
| (7240) Hasebe           | 19 grudnia 1989        |
| (7408) Yoshihide        | 23 września 1989       |
| (7472) Kumakiri         | 13 lutego 1992         |
| (7518) 1989 FG          | 29 marca 1989          |
| (7648) Tomboles         | 8 października 1989    |
| (7992) Yozan            | 28 listopada 1981      |
| (8188) Okegaya          | 18 grudnia 1992        |
| (8251) Isogai           | 8 listopada 1980       |
| (8272) Iitatemura       | 24 września 1989       |
| (8273) Apatheia         | 29 listopada 1989      |
| (8278) 1991 JJ          | 4 maja 1991            |
| (8351) 1989 EH1         | 10 marca 1989          |
| (8487) 1989 SQ          | 29 września 1989       |
| (8490) 1989 TU10        | 4 października 1989    |
| (8851) 1990 XB          | 8 grudnia 1990         |
| (8864) 1991 VU          | 4 listopada 1991       |
| (8873) 1992 UM2         | 21 października 1992   |
| (9033) Kawane           | 4 stycznia 1990        |
| (9039) 1990 WB4         | 16 listopada 1990      |
| (9943) Bizan            | 29 października 1989   |
| (11281) 1989 UM1        | 28 października 1989   |
| (11501) 1989 UU3        | 29 października 1989   |
| (11503) 1990 BF         | 21 stycznia 1990       |
| (11865) 1989 SC         | 23 września 1989       |
| (11867) 1989 TW         | 4 października 1989    |
| (11924) 1992 WS3        | 17 listopada 1992      |
| (12745) 1992 UL2        | 21 października 1992   |
| (13034) 1989 UN         | 23 października 1989   |
| (14851) 1989 SD         | 23 września 1989       |
| (14852) 1989 SE         | 23 września 1989       |
| (15715) 1989 UN1        | 28 października 1989   |
| (16456) 1989 UO         | 23 października 1989   |
| (17441) 1989 UE         | 20 października 1989   |
| (17651) Tajimi          | 3 listopada 1996       |
| (19138) 1989 EJ1        | 10 marca 1989          |
| (19144) 1989 UP1        | 28 października 1989   |
| (19977) 1989 TQ         | 7 października 1989    |
| (20020) 1991 VT         | 4 listopada 1991       |
| (20036) 1992 UW1        | 21 października 1992   |
| (22297) 1989 WA1        | 21 listopada 1989      |
| (23456) 1989 DB         | 26 lutego 1989         |
| (27714) Dochu           | 29 stycznia 1989       |
| (29164) 1989 UA         | 20 października 1989   |
| 1. 2. 3. 4. 5.          |                        |

Toshimasa Furuta (jap. 古田俊正 Furuta Toshimasa) – japoński astronom.
W latach 1980–1996 odkrył 82 planetoidy (6 samodzielnie oraz 76 wspólnie z innymi astronomami). Współodkrytą przez niego planetoidę (5236) Yoko nazwano na cześć jego żony, Yoko Furuty.